# Amoral (groupe)
Pour les articles homonymes, voir Amoral.
Amoral est un groupe de heavy metal finlandais, originaire de Helsinki. Leur style musical se caractérise par du metal technique, progressif, mélodique, orienté hard rock. Au fil de son existence, Amoral a joué dans des bars, clubs, festivals et autres venues en Finlande, en Europe, au Japon, en Chine, aux Philippines et aux États-Unis. Le groupe est actuellement composé de Ari Koivunen au chant, de Ben Varon et Silver Ots aux guitares, de Pekka Johansson à la basse et de Juhana Karlsson a la batterie. Leur musique est un mélange de tempos rapides, puissants et techniques. Niko Kalliojärvi utilise, comme la plupart des groupes de death metal, la technique du chant guttural.

## Biographie

### Débuts (1997–2002)
Amoral est formé en 1997 par deux adolescents, Ben Varon et Juhana Karlsson. Silver Ots se joint à eux peu après. Leur premier chanteur est Matti Pitkänen, qui sera rapidement remplacé par Niko Kalliojärvi. Les anciens membres incluent Ville Sorvali de Moonsorrow à la basse. Après avoir publie deux démos, Desolation en 2001 et Other Flesh en 2002. 

### Premiers albums et tournées (2003–2010)

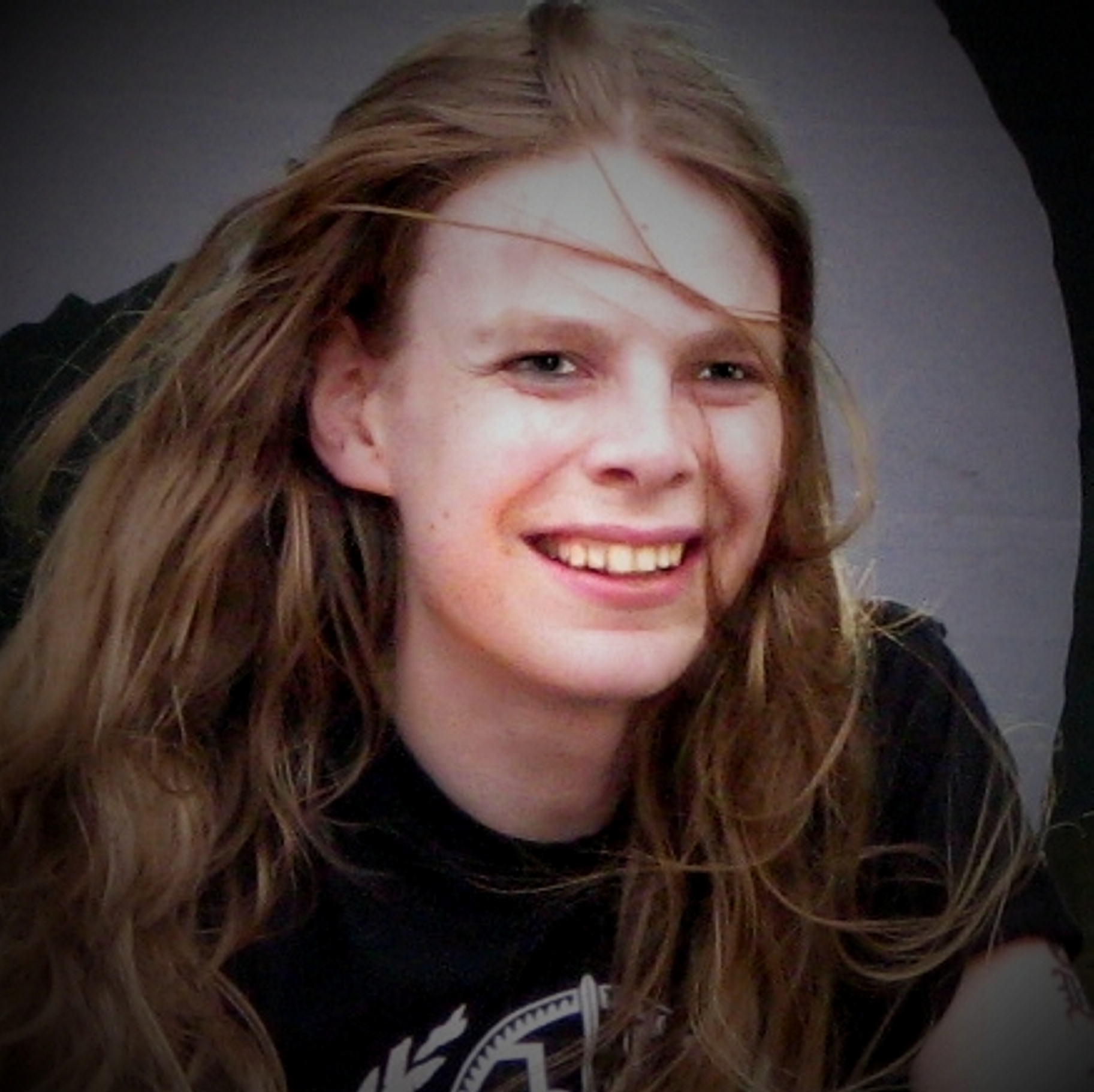
Ari Koivunen, chanteur du groupe, sur scène en 2009.

Amoral signe avec le label Rage of Achilles Records et publie son premier album, Wound Creations, en 2004. Après le dépôt de bilan de Rage of Achilles, Amoral est pris par Spikefarm, une division de Spinefarm Records, qui réédite Wound Creations et y ajoute une chanson bonus, Metamorphosis. Une de leurs chansons, intitulée Distract, extraite de leur premier album Wound Creations, est présente sur le jeu Guitar Hero. Leur label est Spinefarm records. Ils s'engagent ensuite dans une tournée européennes avec les groupes Finntroll et Naglfar, puis participent au Tuska Open Air Metal Festival en 2005. 
Peu après leur tournée européenne en 2005, Amoral revient en studio pour enregistrer son deuxième album, Decrowning. L'album est publié en Finlande et à l'international en octobre 2005 et au Japon et aux États-Unis en mars 2006. Un clip est tourné par la chanson Lacrimal Gland. Le groupe embarque pour une seconde tournée européenne au début de 2006. Cette tournée de 37 dates fait participer Dark Funeral et Naglfar. 
Le troisième album d'Amoral est enregistré au Studio Sound Supreme à Hämeenlinna au début de 2007, et est publié en août 2007. Un clip est tourné pour le seul singe de l'album, Leave Your Dead Behind. Le quatrième album d'Amoral est annoncé en novembre 2008 lorsque le groupe révèle Ari Koivunen comme nouveau chanteur. L'album fait aussi participer pour la première fois le bassiste Pekka Johansson. Le 21 janvier 2009, leur single Year of the Suckerpunch est publié sur MySpace. L'album, Show Your Colors, est publié le 6 mai 2009. Le 12 janvier 2010, le groupe annonce la séparation d'Amoral et de Silver Ots. Valtteri Hirvonen remplace Silver.

### Beneath(2011–2012)

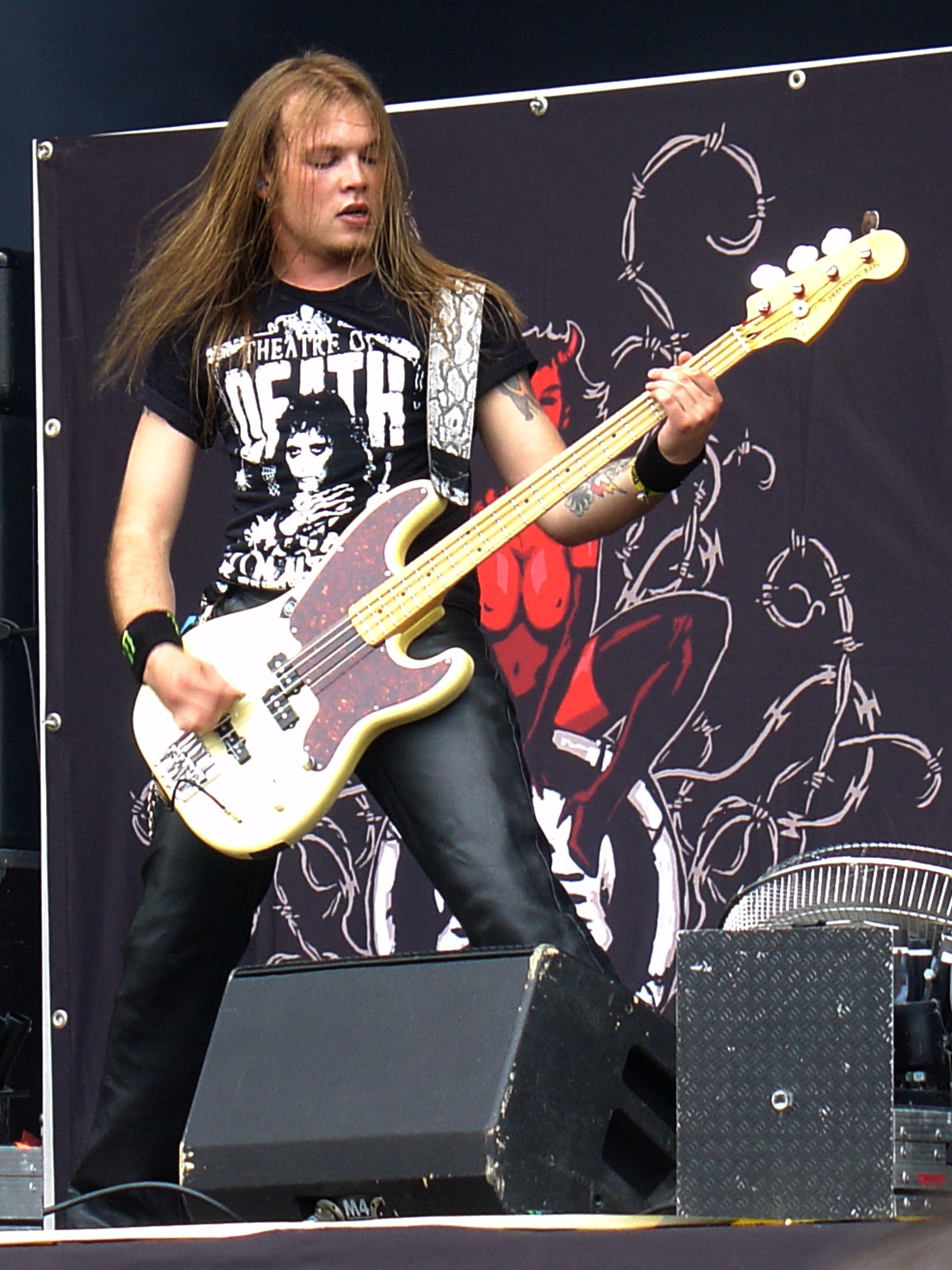
Pekka Johansson au Tuska Open Air, en Finlande, le 30 juin 2012.

En 2011, le groupe enregistre l'album Beneath aux Sound Supreme Studios de Hämeenlinna, qui est publié le 26 octobre 2011. L'édition japonaise est publiée le 19 octobre. L'album est produit par Janne Saksa et le guitariste Ben Varon. Le premier single, Same Difference, est publié en début d'été 2011. Le second single, Silhouette, est diffusé pour la première fois sur Radio Rock (FI) en octobre 2011, et suit d'une vidéo. Une seconde vidéo est tournée pour la chanson de punk rock Wrapped in Barbwire. Le 14 février 2012, Beneath est publié aux États-Unis par The End Records et au Mexique le 15 février. En Russie, il est publié le 27 mars 2012 via Fono Records. L'album est classé quatrième album préféré par le public aux Finnish Metal Awards 2011.
Le 15 mars 2012, Amoral fait ses débuts sur scène aux États-Unis au SXSW South By Southwest d'Austin, au Texas. Le groupe commence en Chine, à Shanghai en mai avec d'autres groupes finlandais comme Insomnium, Profane Omen et Swallow The Sun au Finland Fest 2012 Metal Attack de Liquid Room, à Tokyo. Amoral tourne en Europe en automne 2012 en soutien au groupe de viking metal finlandais Ensiferum avec Profane Omen.

### Fallen Leaves and Dead Sparrows(2012–2014)
Le groupe tourne en Asie entre avril et mai 2012, et joue au festival Pulp Summer Slam dans les Philippines, puis aux Midi Festivals en Chine,. Ils jouent leur plus grand festival à Peking devant plus de 10 000 personnes.
En 2013, Amoral enregistre leur sixième album, Fallen Leaves and Dead Sparrows. Il est publié en Finlande le 14 février 2014 et sur Internet par Imperial Cassette. En Europe, l'album est publié le 28 mars 2014 et au Royaume-Uni via Graphite Records, le 31 mars 2014. L'album est produit par Ben Varon. Marco Hietala produit les chants d'Ari Koivunen. Le style musical est plus progressif comparé à leurs deux précédents albums. L'album est bien accueilli par les magazines et webzines spécialisés en Finlande, en Europe et aux États-Unis. Il est surtout félicité par leur capacité instrumentale et vocale, et de par leur musique polyvalente. La première vidéo, Blueprints est réalisée par Valtteri Hirvonen.
Le 28 mars 2014, Amoral célèbre le dixième anniversaire de son premier album à Nosturi, Helsinki, avec Profane Omen et MyGrain. Amoral publie une vidéo intégrale de son concert sur YouTube. Amoral joue au Tuska Open Air d'Helsinki, en juin 2014. En automne 2014, le groupe tourne en Finlande.

### In Sequence(2014–2015)
En avril 2014, Amoral commence la pré-production de son septième album, puis les enregistrements le 13 février 2015. Le 26 mars 2015, le groupe annonce le retour de Niko Kalliojärvi, comme troisième guitariste et pour les chants gutturaux. Amoral joue en fin juin 2015 au Tuska d'Helsinki.
En fin novembre 2015, l'album In Sequence est annoncé au Japon le 29 janvier 2016 par le label Ward Records, et à l'international le 6 février 2016 par Imperial Cassette (Gordeon Music, GSA / Nightmare Records, Amérique du Nord). L'album continuera dans la lancée progressive de Fallen Leaves and Dead Sparrows. Le premier single, Rude Awakening, est publié en décembre 2015 sur Youtube, et le second, The Next One to Go en fin janvier 2016. Ben Varon annonce les détails de l'album-concept en fin janvier 2016. La tournée In Sequence se déroule en Finlande au printemps 2016.

### Séparation (depuis 2016)
Le 27 juillet 2016, le groupe annonce sa séparation pour 2017 : « C'est avec le cœur lourd qu'on vous annonce la séparation d'Amoral. Ca n'a pas été une décision facile, car le groupe prend une grande partie de notre vie (dans le cas de Ben et Juhana, ça fait presque 19 ans!), mais malheureusement ça ne peut pas durer... »

## Membres

### Membres actuels
- Ben Varon - guitare, paroles (depuis 1997)
- Ari Koivunen - chant solo (depuis 2008)
- Niko Kalliojärvi - guitare, chant guttural, chœurs, paroles (2002–2008, depuis 2015)
- Masi Hukari - guitare, claviers (depuis 2010)
- Juhana Karlsson - batterie (depuis 1997)
- Pekka Johansson - basse (depuis 2008)

### Anciens membres
- Silver Ots - guitare, basse
- Erkki Silvennoinen - basse
- Matti Pitkänen - chant
- Ville Sorvali - basse

## Discographie
- 2001 : Desolation
- 2002 : Other Flesh
- 2004 : Wound Creations
- 2005 : Decrowning
- 2007 : Reptile Ride
- 2009 : Show Your Colors
- 2011 : Beneath
- 2014 : Fallen Leaves and Dead Sparrows
- 2016 : In Sequence